# Weltklasse Zürich 2011
Weltklasse Zürich 2011 är en friidrottsgala som kommer att avgöras torsdagen 8 september på Letzigrundstadion i Zürich, Schweiz. Den 7 september kommer även tävlingar i kulstötning för herrar och damer att anordnas på Zürich Hauptbahnhof (Centralstationen i Zürich)

## Grenar
Herrar
- 100 m
- 400 m
- 1500 m
- 110 m häck
- 3000 m hinder
- Höjdhopp
- Längdhopp
- Diskus
- Kula (Zürich Hauptbahnhof 7 september)

Damer
- 200 m
- 800 m
- 5000 m
- 400 m häck
- Stavhopp
- Längd
- Spjut
- Kula (Zürich Hauptbahnhof 7 september)